# Team BikeExchange (vrouwenwielerploeg)/2021
Deze pagina geeft een overzicht van de vrouwenwielerploeg Team BikeExchange in 2021.

## Algemeen

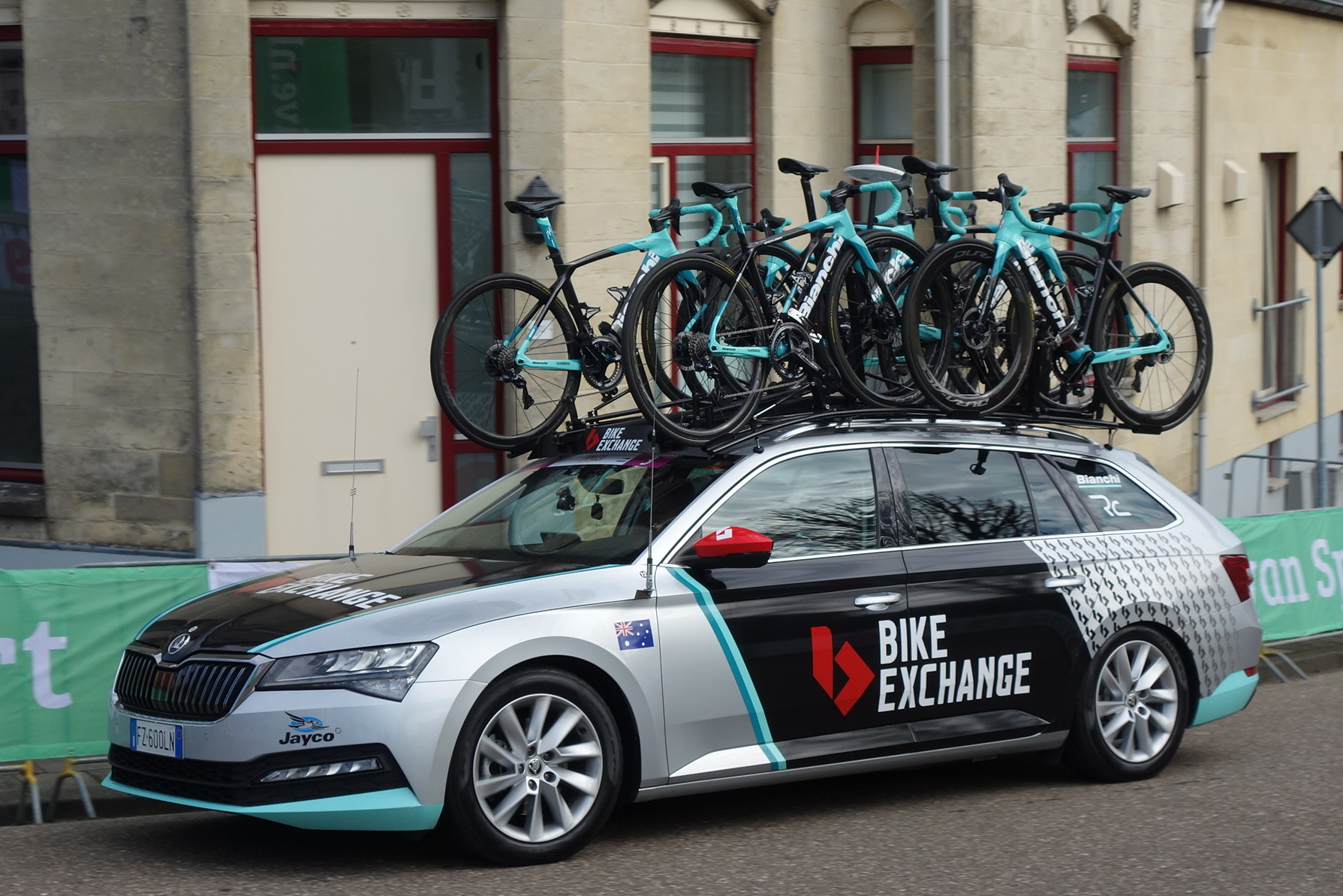
Ploegauto in de Amstel Gold Race 2021.

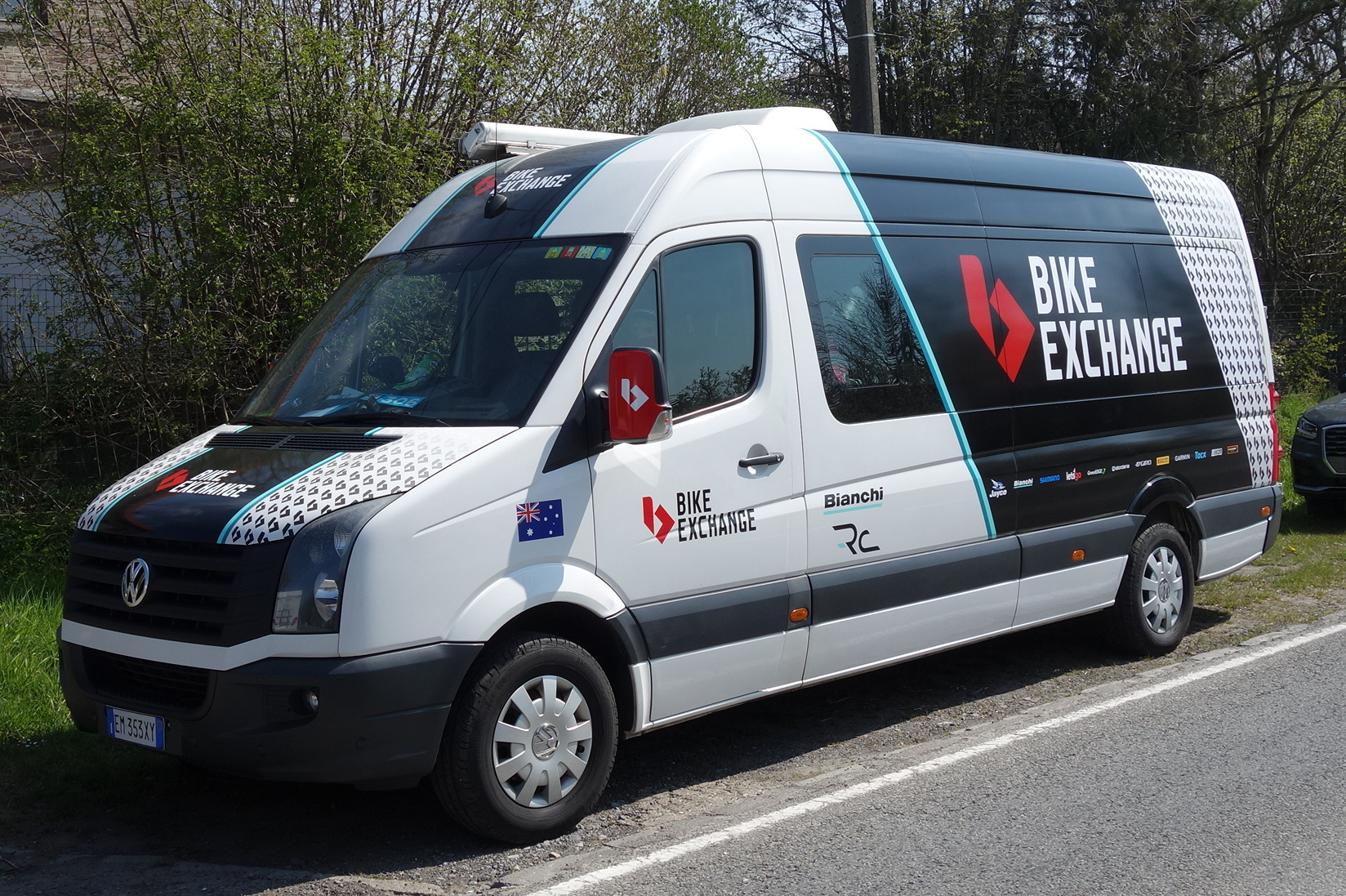
Ploegbus in Luik-Bastenaken-Luik 2021.

Algemeen manager: Brent Copeland
Ploegleiders: Alejandro Gonzalez-Fablas, Martin Vestby
Fietsmerk: Bianchi

## Renners
| Naam             | Geboortedatum | Nationaliteit       | Ploeg 2020                |
| ---------------- | ------------- | ------------------- | ------------------------- |
| Jessica Allen    | 17-04-1993    | Australië           |                           |
| Grace Brown      | 07-07-1992    | Australië           |                           |
| Teniel Campbell  | 23-11-1997    | Trinidad en Tobago  | Valcar - Travel & Service |
| Janneke Ensing   | 21-09-1986    | Nederland           |                           |
| Arianna Fidanza  | 06-01-1995    | Italië              | Lotto Soudal Ladies       |
| Lucy Kennedy     | 11-07-1988    | Australië           |                           |
| Jessica Roberts  | 11-04-1999    | Verenigd Koninkrijk |                           |
| Sarah Roy        | 27-02-1986    | Australië           |                           |
| Ane Santesteban  | 12-12-1990    | Spanje              | Ceratizit-WNT Pro Cycling |
| Amanda Spratt    | 17-09-1987    | Australië           |                           |
| Moniek Tenniglo  | 02-05-1988    | Nederland           |                           |
| Georgia Williams | 25-08-1993    | Nieuw-Zeeland       |                           |
| Urška Žigart     | 04-12-1996    | Slovenië            | Alé BTC Ljubljana         |

### Vertrokken
| Naam                 | Ploeg 2021    |
| -------------------- | ------------- |
| Gracie Elvin         | gestopt       |
| Annemiek van Vleuten | Movistar Team |

## Overwinningen
Women's World Tour
Brugge-De Panne, Grace Brown
1e etappe Ronde van Burgos, Grace Brown
Kampioenschappen
Australisch kampioen op de weg, Sarah Roy
Nieuw-Zeelands kampioen tijdrijden, Georgia Williams
Nieuw-Zeelands kampioen op de weg, Georgia Williams
Overig
4e etappe Setmana Ciclista Valenciana, Urška Žigart
6e etappe Tour de l'Ardèche, Teniel Campbell
Ploegenklassement Tour de l'Ardèche
Ploeg Tour de l'Ardèche: Allen, Campbell, Ensing, Kennedy, Santesteban, Spratt
Mannen: 2012 · 2013 · 2014 · 2015 · 2016 · 2017 · 2018 · 2019 · 2020 · 2021 · 2022 · 2023 · 2024  · 2025
Vrouwen: 2012 · 2013 · 2014 · 2015 · 2016 · 2017 · 2018 · 2019 · 2020 · 2021 · 2022 · 2023 · 2024 · 2025
Alé BTC Ljubljana · Team BikeExchange · Canyon-SRAM · FDJ Nouvelle-Aquitaine Futuroscope ·  Liv Racing · Movistar Team · Team DSM · Team SD Worx · Trek-Segafredo